# 1538 год в науке
В 1538 году произошли различные научные и технологические события, некоторые из которых представлены ниже.

## Публикации
- Уильям Тёрнер: «Libellus de re herbaria novus».
- Джироламо Фракасторо: «Homocentrica».
- Андреас Везалий: «Tabulae anatomicae sex».

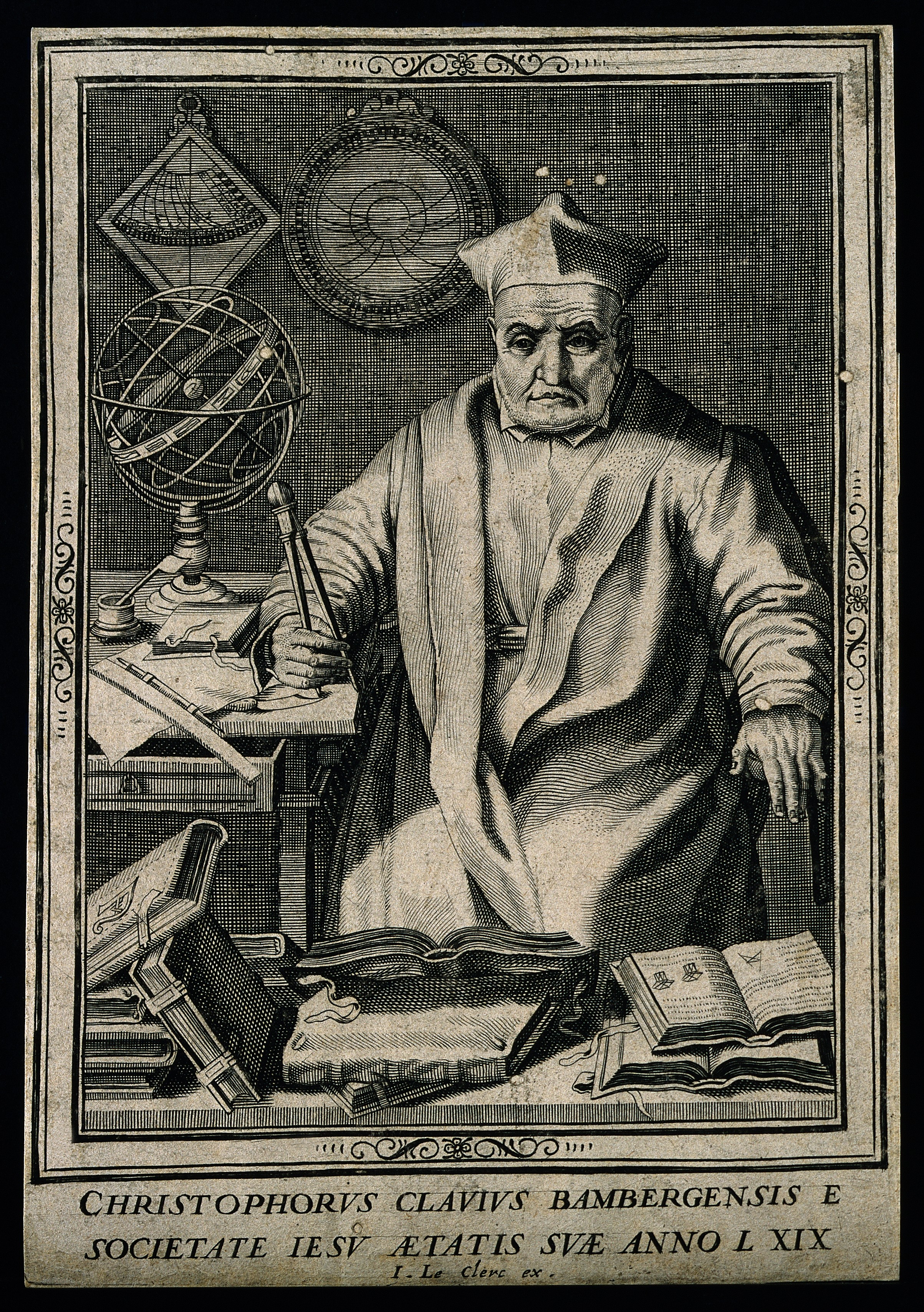
Христофор Клавиус

## Родились
См. также: Категория:Родившиеся в 1538 году
- 25 марта — Христофор Клавиус, немецкий математик и астроном, руководитель разработки календарной реформы григорианского календаря[1] (умер в 1612 году).
- Матиас де Лобель, английский врач и ботаник фламандского происхождения, королевский ботаник при дворе Якова I (умер в 1616 году).
- Жак Гревен, французский драматург и врач. специалист по ядам (умер в 1570 году).

## Скончались
См. также: Категория:Умершие в 1538 году
- 27 мая — Антони Фицгерберт, английский судья, автор трудов по правоведению и по сельскому хозяйству (род. в 1470 году).
- Федерико Грисогоно, итальянский учёный (род. в 1472 году).